# Lovestoreys
Lovestoreys er en animationsfilm instrueret af Teis Dyekjær efter eget manuskript.

## Handling
Tegnefilm for voksne om en lidenskabelig og grotesk kærlighedsbesættelse, der angriber en mand, som umådeholdent fascineres af boligkompleksets funklende nye sild af en kvindelig lejer. Alle kneb gælder for at nå frem til begærets lysende mål – selve den attråværdiges lejlighed og givetvis gavmilde skød. Gennem gulve og vægge, gennem andre beboeres lejligheder, gennem ild og vand, gennem ...